# H-2 Transfer Vehicle
Das HTV (H-2 Transfer Vehicle) ist ein von der japanischen Raumfahrtagentur JAXA entwickeltes unbemanntes Versorgungsraumschiff für die Internationale Raumstation. Vom ersten Start am 10. September 2009 bis zum letzten am 20. Mai 2020 wurde es neunmal eingesetzt. Ab 2025 soll es vom Nachfolgemodell HTV-X abgelöst werden.

## Aufbau

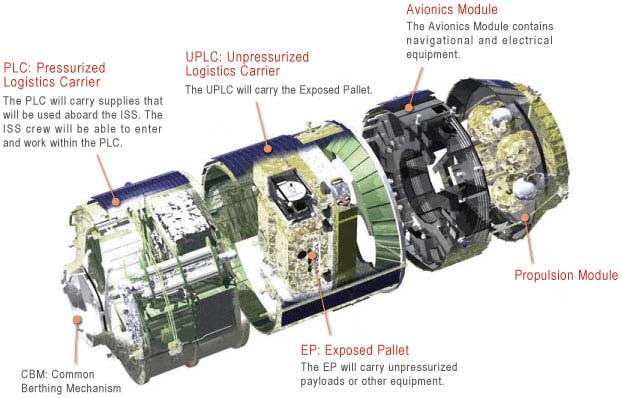
Die Segmente des HTV

Das 10,5 Tonnen schwere HTV besteht aus einem zylindrischen Körper von 9,80 Metern Länge und 4,40 Metern Durchmesser. Das HTV ist in zwei Frachtsektionen, ein Avionikmodul und ein Antriebsmodul (Propulsion Module) untergliedert. Neben dem druckbeaufschlagten Teil des Frachtraumes (PLC – Pressurized Logistics Adapter), der nach dem Andocken von der Besatzung der Internationalen Raumstation (ISS) betreten werden kann, verfügt das HTV über einen nicht druckbeaufschlagten Teil (UPLC – Unpressurized Logistics Adapter), in dem Nutzlast transportiert werden kann. Dazu befindet sich seitlich eine Öffnung mit einer Größe von 2,7 × 2,5 Metern. Vorteil dieses Verfahrens ist, dass sperrige Gegenstände, die nicht durch die Schleusen der Station transportiert werden können, als Außenlast mitgeführt werden können. Hauptaufgabe war die Belieferung, Ausrüstung und Versorgung des japanischen Kibō-Labors der ISS. Das HTV konnte bis zu sechs Tonnen Fracht befördern, von der etwa 4500 kg im unter Druck stehenden und 1500 kg im nicht unter Druck stehenden Bereich des HTV untergebracht werden konnten. Im nicht druckbeaufschlagten Teil konnte unter anderem eine Trägerplattform des Typs I (Exposed Pallet) mit bis zu drei genormten Experimentiercontainern für das japanische Kibō-Modul der ISS untergebracht werden, die dann vom Canadarm2 der ISS entnommen wurde. Alternativ konnte auch eine Trägerplattform (Typ III) mit bis zu sechs US-amerikanischen ORU-Containern transportiert werden (zum Beispiel ORU-Batterien). Durch den passiven Kopplungsadapter mit US-Standardmaßen (Passive Common Berthing Mechanism – PCBM) war das HTV auch in der Lage, Standardeinbauten für das Columbus-Modul oder Destiny zu transportieren, die nicht durch die russischen Kopplungsadapter passten.

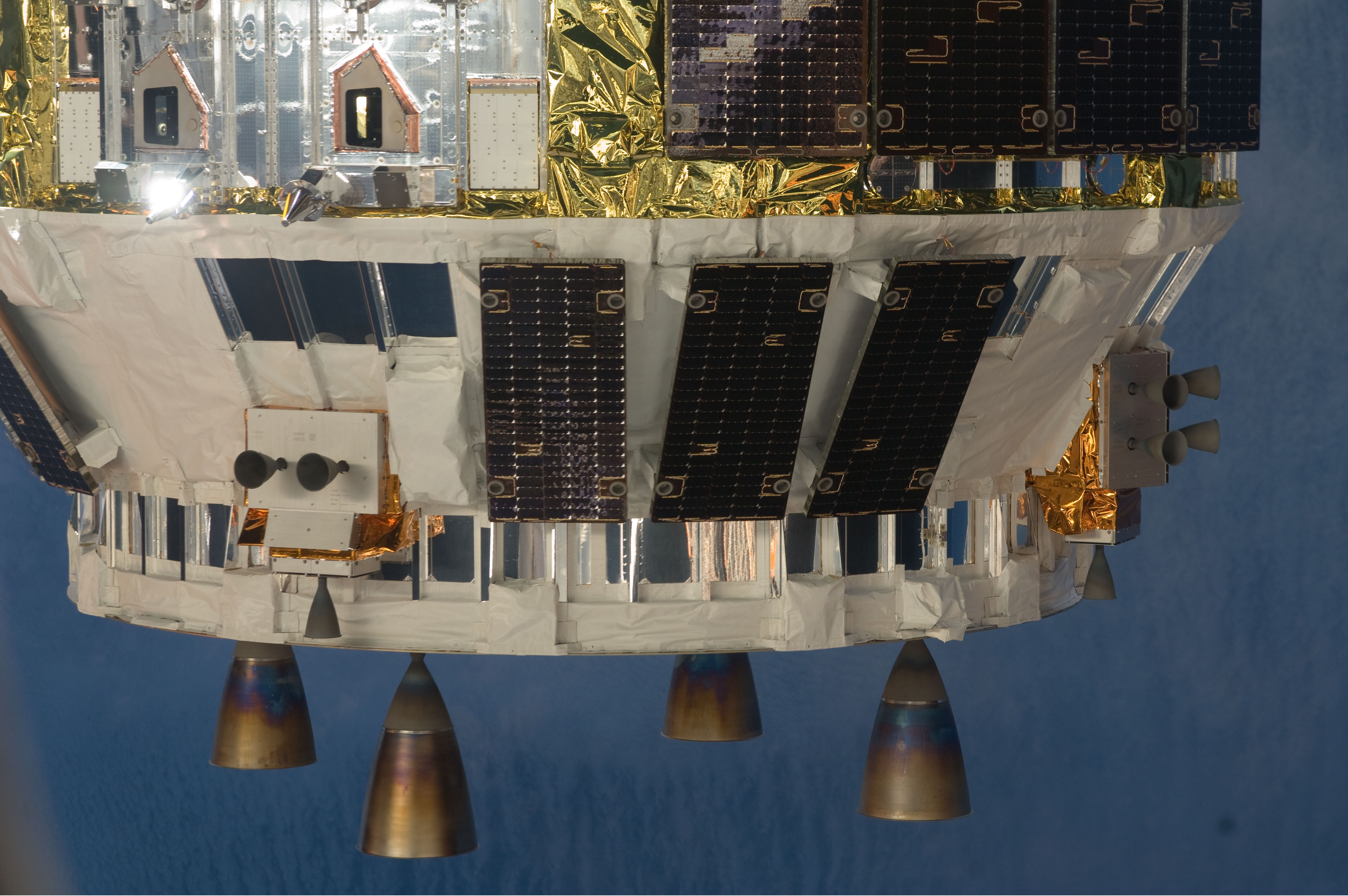
Die vier Haupttriebwerke des HTV

Das HTV besitzt auf der Unterseite vier Haupttriebwerke von Aerojet, die paarweise betrieben werden und einen Schub von 490 N liefern. Sie wurden hauptsächlich für die Anhebung auf eine Transferbahn zur ISS und zur Abbremsung des HTV gegen Ende der Mission genutzt. Das HTV ist so ausgelegt, dass es die ISS bis zu einer Flughöhe von 460 km erreichen konnte. Darüber hinaus sind 28 Manövrierdüsen (Attitude Control Thruster) mit jeweils 110 N Schub vorhanden (im Normalfall werden 14 Düsen benutzt, weitere 14 sind redundant vorhanden). Alle Triebwerke werden mit Monomethylhydrazin (MMH) und einem Stickstoffoxidgemisch (MON3) als Oxidator betrieben. Im Antriebsmodul sind dafür vier Treibstofftanks mit maximal 2400 kg Fassungsvermögen eingebaut sowie vier kleinere Heliumtanks zu deren Druckversorgung.
Die Energieversorgung des Frachters wird durch 47 Solarzellenmodule auf der Außenseite gewährleistet. Das Avionikmodul stellt damit zwei redundante Stromnetze (jeweils 50 V Gleichstrom) für die weiteren Teile des HTV zur Verfügung. Nach dem Andocken kann die Stromversorgung auch extern über die ISS erfolgen (120 V Gleichstrom-Bordnetz). Die Energiespeicherung erfolgt durch sieben Batteriemodule (Primary Batteries P-BAT) mit jeweils 200 Ah, die im Avionikmodul untergebracht sind. Zur Absicherung gibt es eine weitere Batterie (Secondary Battery S-BAT).

## Missionsablauf
Das HTV wurde mit einer H-2B-Rakete vom Weltraumbahnhof Tanegashima im südlichen Japan aus gestartet. Nach einer Flugzeit von 15 Minuten wurde das HTV in einer Höhe von etwa 287 km von der zweiten Raketenstufe abgetrennt und nahm eine Transferbahn zur ISS ein. Die Navigation erfolgte hauptsächlich per GPS, die Kommunikation mit der Erde erfolgt über das TDRS-System (Tracking and Data Relay Satellite) der NASA. Ab einer Entfernung von 23 km befand sich das HTV in der „Proximity Communication Zone“ und konnte damit direkt mit Kibō kommunizieren. Ab einer Entfernung von 500 Metern zur ISS wurde der Rendezvous-Sensor aktiviert, der mit optischen Kameras und Lasersensoren das HTV bis in eine Entfernung von 10 Metern an die Station navigierte. Das HTV manövrierte selbständig in eine Parkposition vor der Internationalen Raumstation und wurde dann vom Canadarm2-Roboterarm der Raumstation gegriffen und an eine Kopplungsstelle mit US-Standardmaßen geführt. Das Ankoppeln erfolgte üblicherweise nach etwa 5 Tagen und 16 Stunden.
Das HTV kann üblicherweise bis zu 30 Tage angedockt bleiben (bei HTV-1 rund 45 Tage) und wird zum Missionsende – wie die russischen Progress-Transporter und das ATV – mit bis zu 6000 kg Abfall und nicht mehr benötigter Ausrüstung beladen und kontrolliert in der Erdatmosphäre zum Verglühen gebracht.

## Unterscheidungsmerkmale zum ATV und dem Progress-Transporter

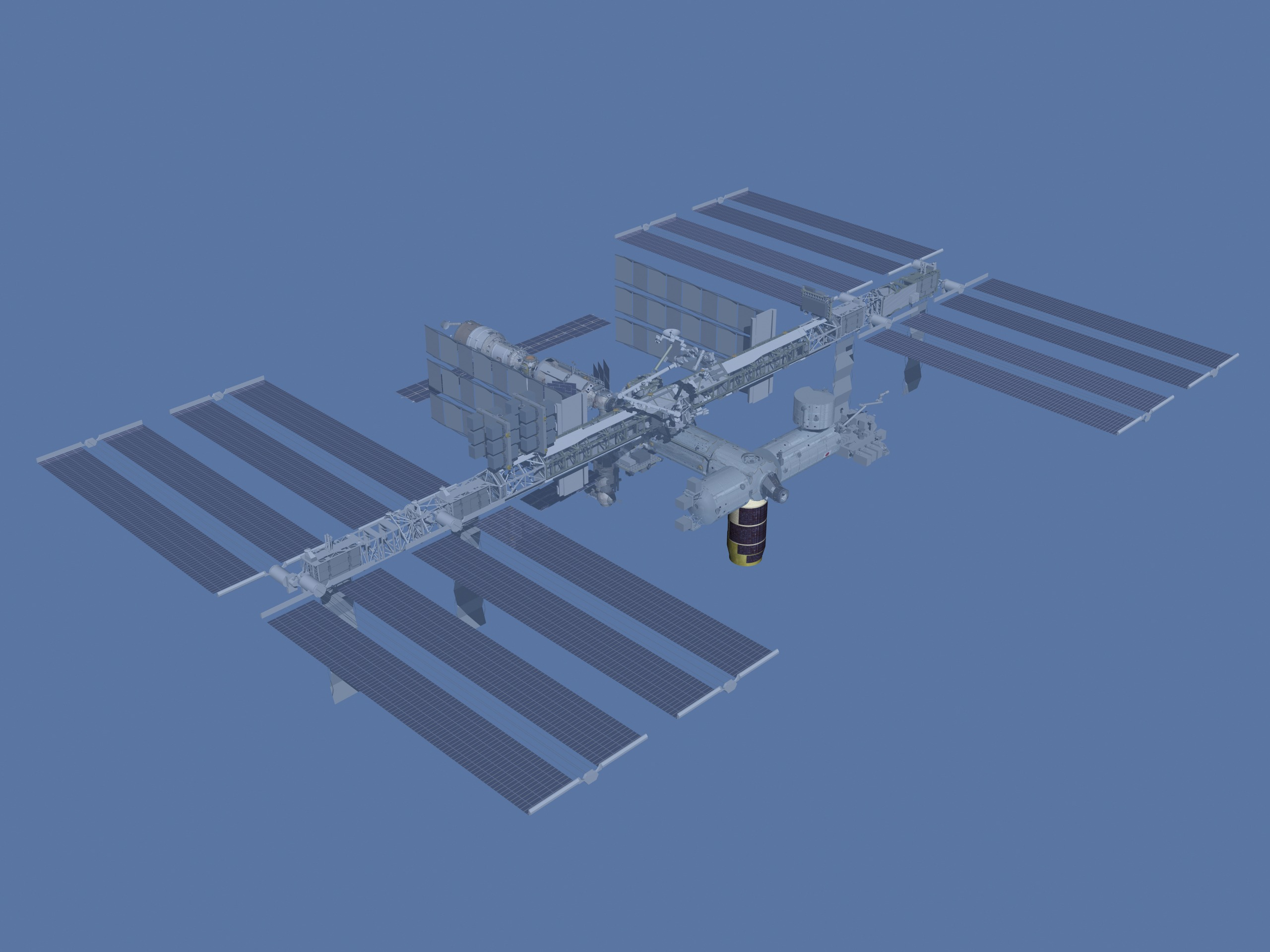
Nadir Standarddockposition des HTV

Während der Konzeptionsphase in den späten 1980er Jahren stand von Anfang an fest, dass das HTV am amerikanischen Teil der Raumstation angekoppelt werden sollte. Es musste auf ein Andocksystem wie etwa beim Progress-Transporter oder dem ATV verzichtet werden, da die amerikanischen Kopplungsstellen nicht für automatische Kopplungen konstruiert wurden. Daher entschied man sich für ein Einfangen des Transporters mit Hilfe eines Roboterarms. Das ATV nutzte unter anderem das in Lizenz erworbene russische KURS-Andocksystem der Firma RCS Energia, das Annäherungssystem des HTV hingegen wurde in Japan entwickelt. Dazu diente der 1997 gestartete Experimentalsatellit Kiku-7, der aus zwei Subsatelliten bestand, die sich selbstständig annähern und andocken konnten. Das ATV verwendete das russische SSVP-G4000-Kopplungssystem, das HTV den amerikanischen Common Berthing Mechanism (CBM).
Standardmäßig wurde das HTV am amerikanischen Modul Harmony angedockt, es konnte aber auch an jeden anderen freien amerikanischen Kopplungsport andocken (bei HTV-1 Nadir-Port von Harmony). Die amerikanischen Kopplungsstellen verfügen im Gegensatz zu russischen Kopplungsstellen über keine Treibstofftransferleitungen. Daher kann das HTV im Gegensatz zum ATV keine Treibstoffvorräte, Sauerstoff oder Wasser zur ISS befördern (Letzteres kann aber in Wasserbeuteln mitgenommen werden). Hingegen können aber sperrige Gegenstände wie z. B. Labormodule (Science Racks) vom unter Druck stehenden Teil des HTV in die Station befördert werden, da der Kopplungsquerschnitt der amerikanischen Module mit zirka 1,27 × 1,27 Metern annähernd quadratisch ist, gegenüber den runden russischen Kupplungen mit 0,8 Metern Durchmesser. Sowohl beim ATV wie auch bei Progress war beziehungsweise ist der Transport sperriger Lasten nicht möglich. Somit war zuletzt neben der Spacex Dragon nur das HTV in der Lage, größere Gegenstände als Außenlast zur ISS zu befördern oder nicht mehr benötigte Gegenstände von der Station mitzunehmen.
Im Gegensatz zum ATV ist das HTV nicht dafür konstruiert, die orbitale Bahn der ISS anzuheben. Dazu müsste der Schubvektor der HTV-eigenen Triebwerke durch den gemeinsamen Schwerpunkt der ISS verlaufen. Da sich das HTV dafür an der „falschen“ Position (Nadir oder Zenit) befindet, würde eine Zündung der Triebwerke nur zu einer Drehung der Station um ihren Schwerpunkt führen.
2009 wurden sechs HTV-Einheiten im Jahresrhythmus geplant, davon ein Demonstrationsexemplar und die Option für weitere Transporter.
| Raumschiff                  | Progress                    | Space Shuttle mit MPLM                                                 | ATV                         | HTV HTV-X                                     | Dragon 1 Dragon 2                             | Cygnus                                     | Tianzhou                                                                                                  | Dream Chaser  |
| --------------------------- | --------------------------- | ---------------------------------------------------------------------- | --------------------------- | --------------------------------------------- | --------------------------------------------- | ------------------------------------------ | --- | ------------- |
| Startkapazität              | 2,2–2,4 t                   | 9 t                                                                    | 7,7 t                       | 6,0 t 5,8 t                                   | 6,0 t                                         | 2,0 t (2013) 3,5 t (2015) 3,75 t (2019)    | 6,5 t (2017) 6,8 t (2021) 7,4 t (2023)                                                                    | 5,5 t         |
| Landekapazität              | 150 kg (mit VBK-Raduga)     | 9 t                                                                    | –                           | 20 kg (ab HTV-7)                              | 3,0 t                                         | –                                          | – | 1,75 t        |
| Besondere Fähigkeiten       | Reboost, Treibstofftransfer | Transport von ISPR, Transport von Außenlasten, Stationsaufbau, Reboost | Reboost, Treibstofftransfer | Transport von ISPR, Transport von Außenlasten | Transport von ISPR, Transport von Außenlasten | Transport von ISPR, Aussetzen von Cubesats | Treibstofftransfer, Stromversorgung der Raumstation, fest installierte Nutzlasten, Aussetzen von Cubesats |               |
| Träger                      | Sojus                       | STS                                                                    | Ariane 5                    | H-IIB H3                                      | Falcon 9                                      | Antares / Atlas V / Falcon 9               | Langer Marsch 7                                                                                           | Vulcan        |
| Startkosten (grobe Angaben) | 65 Mio. USD                 | 450 Mio. USD                                                           | 600 Mio. USD                | HTV: 300–320 Mio. USD                         | 150/230 Mio. USD (Dragon 1/2)                 | 260/220 Mio. USD (Cygnus 2/3)              | 570 Mio. Yuan                                                                                             |               |
| Hersteller                  | RKK Energija                | Alenia Spazio (MPLM)                                                   | Airbus Defence and Space    | Mitsubishi Electric                           | SpaceX                                        | Orbital Sciences                           | CAST | Sierra Nevada |
| Einsatzzeitraum             | seit 1978                   | 2001–2011                                                              | 2008–2015                   | 2009–2020 ab 2025                             | 2012–2020 seit 2020                           | seit 2014                                  | seit 2017                                                                                                 | ab 2025       |

kursiv = geplant

## Missionen
| Nr. | Startdatum (UTC)          | Trägerrakete | Wiedereintrittsdatum (UTC) | Anmerkung |
| --- | ------------------------- | ------------ | -------------------------- | --------- |
| 1.  | 10. September 2009, 17:01 | H-IIB        | 1. November 2009, 21:26    | Erfolg    |
| 2.  | 22. Januar 2011, 05:37    | H-IIB        | 30. März 2011, 03:09       | Erfolg    |
| 3.  | 21. Juli 2012, 02:06      | H-IIB        | 14. September 2012, 05:27  | Erfolg    |
| 4.  | 3. August 2013, 19:48     | H-IIB        | 7. September 2013, 06:37   | Erfolg    |
| 5.  | 19. August 2015, 11:50    | H-IIB        | 29. September 2015, 20:33  | Erfolg    |
| 6.  | 9. Dezember 2016, 13:26   | H-IIB        | 5. Februar 2017, 15:06     | Erfolg    |
| 7.  | 22. September 2018, 17:52 | H-IIB        | 10. November 2018, 21:38   | Erfolg    |
| 8.  | 24. September 2019, 16:05 | H-IIB        | 3. November 2019, 02:09    | Erfolg    |
| 9.  | 20. Mai 2020, 17:31       | H-IIB        | 20. August 2020, 07:07     | Erfolg    |

### HTV-1 „Kounotori“

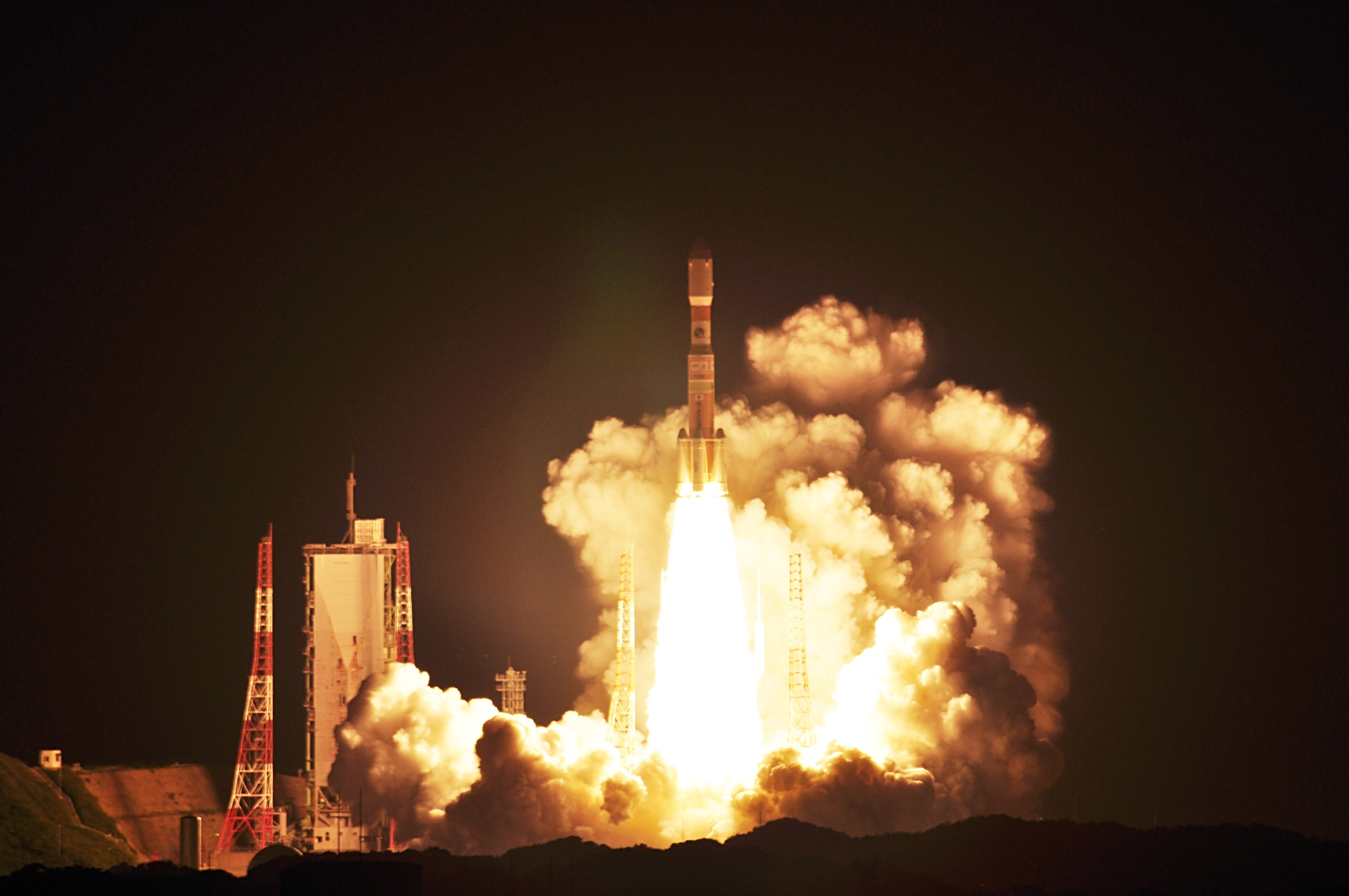
Start der H-IIB F1 am 10. September 2009

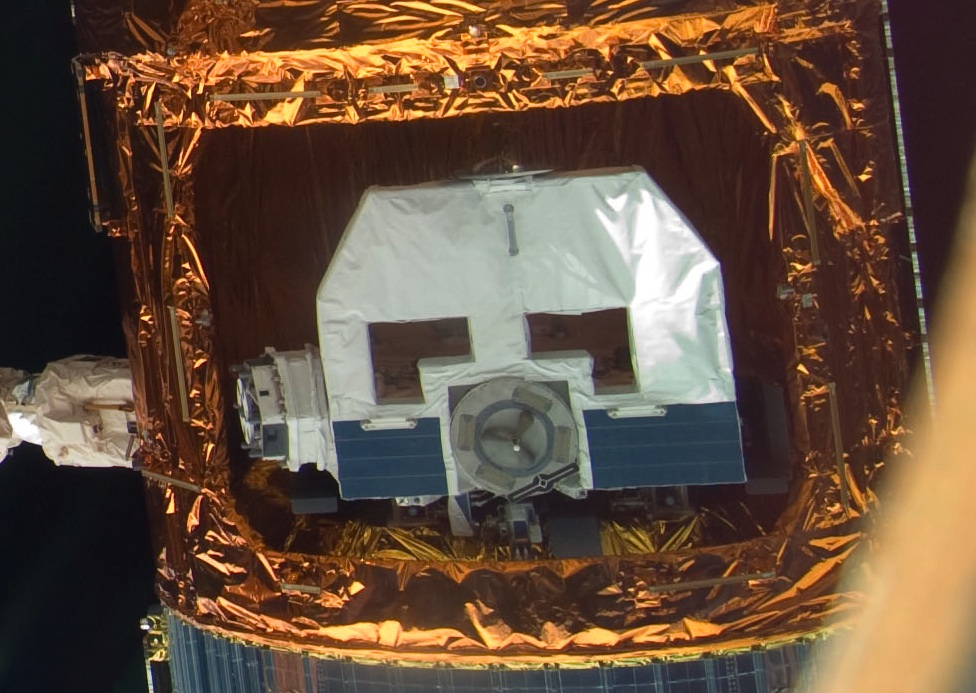
Die Außennutzlast des HTV wird über eine seitliche Öffnung ausgeladen. Hier im Bild die Frachtaufnahmepalette (Exposed Pallet)

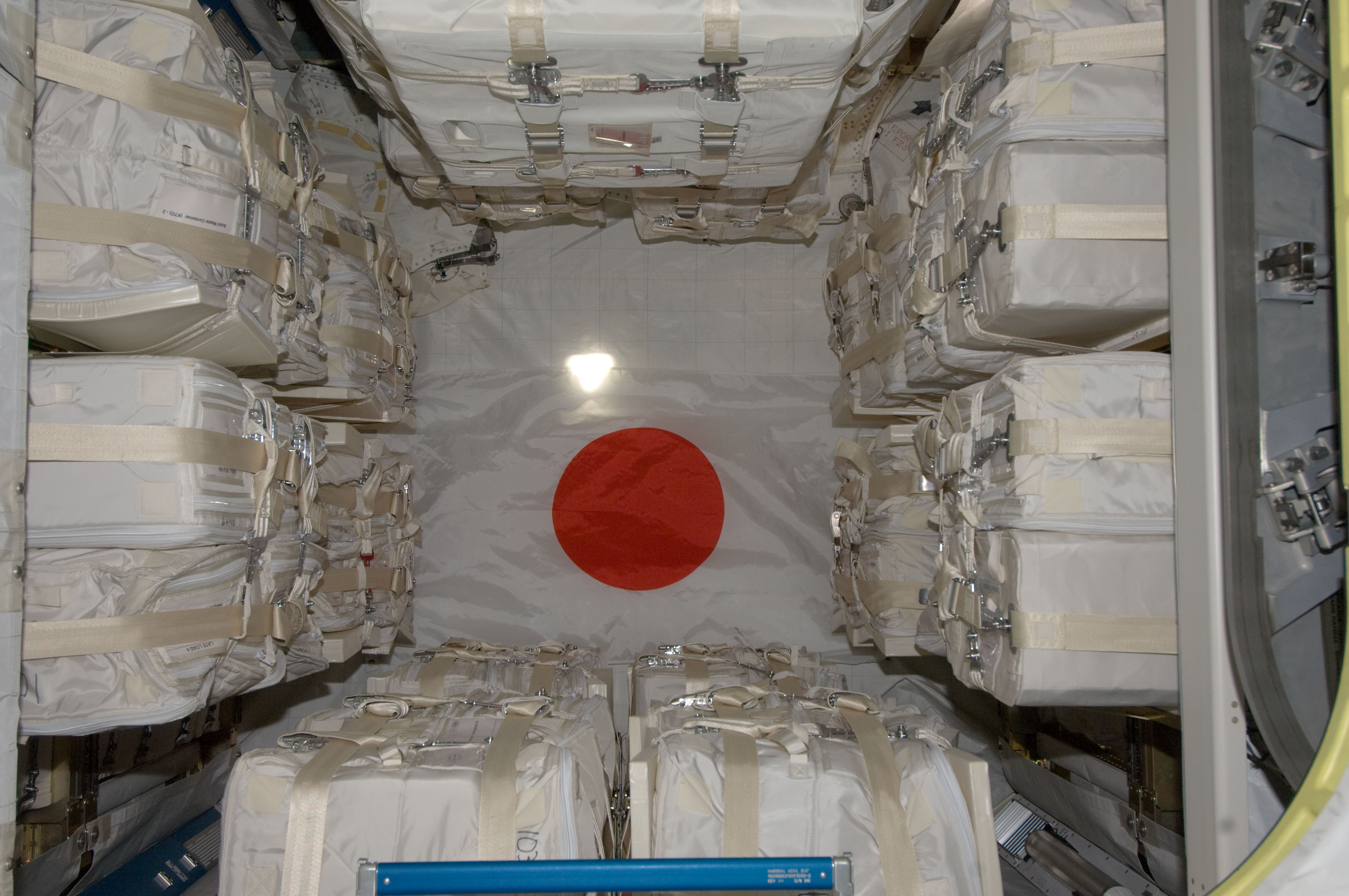
Der Innenraum des HTV-1, aufgenommen kurz nach dem Andocken. Im Vordergrund sind die HTV Resupply Packs zu sehen

Mit dem Start des HTV-Demonstrators am 10. September 2009 um 17:01 UTC wurde das erste HTV auf den Weg zur ISS geschickt. HTV-1 ist als Satellite Catalog Number 35817 bzw. mit der COSPAR-Bezeichnung 2009-048A katalogisiert. Nach mehreren Annäherungs- und Abbruchdemonstrationen nahm das Modul dann am 17. September eine stabile Warteposition unter dem Modul Unity ein. Dort wurde es von den Astronauten der ISS-Expedition 20 um 19:47 Uhr UTC mit dem Canadarm2 ergriffen und nach 22 Uhr an das Modul Harmony angedockt.
Im Gegensatz zu den folgenden Serien-HTVs betrug die Leermasse von HTV-1 11.500 kg, da das Missionsprofil des ersten Fluges von den anderen abwich (Demonstrationstests für Roll- und Abbruchmanöver etc.). Dafür verfügte HTV-1 über vier zusätzliche Batterien (insgesamt 11 Batteriemodule mit je 175 Ah) sowie über weitere Treibstoffvorräte (918 kg MMH und 1514 kg MON3). Die Nutzlastmasse betrug aus diesem Grund beim ersten Demonstrationsflug lediglich 4500 kg. Das HTV-1 enthielt unter anderem folgende Nutzlasten:
Für die Außenplattform (Japanese Exposed Facility, JEF) des Kibō-Moduls (900 kg):
- SMILES (Superconducting Submillimeter-Wave Limb-Emission Sounder), 329 kg
- Der zweiteilige HREP-Messkomplex 312 kg, bestehend aus HICO & RAIDS; HICO (Hyperspectral Imager for the Coastal Ocean) dient der Erprobung von Hyperspektralabbildung am Beispiel von Küstenregionen, RAIDS (Remote Atmospheric and Ionospheric Detection System) der Erforschung von Erdatmosphäre und Ionosphäre.
- SFA (Small Fine Arm)-Erweiterung des Roboterarms für filigrane Tätigkeiten

Im unter Druck stehenden Frachtbereich (3600 kg):
- Express Rack 8, US-Rack für Destiny
- HTV Resupply Packs für sieben Frachtregale
- Versorgungsgüter, Verbrauchsmaterialien und Experimentiernachschub

Die Mission sollte ursprünglich nach etwa 37 Tagen und 10 Stunden mit dem Verglühen des HTV in der Erdatmosphäre enden. Am ersten Tag nach dem Andocken wurde die Mission verlängert. Das Abdocken und Aussetzen mit Hilfe des Canadarm2-Roboterarms erfolgte am 30. Oktober 2009. Am Bord wurden zuvor etwa 700 kg Müll und nicht mehr benötigte Geräte untergebracht. Zwei der vier Innenleuchten wurden als Ersatzteile abgebaut und in der ISS verstaut. Die Bremszündung erfolgte am 1. November 2009. Die Haupttriebwerke des HTV zündeten in drei Manövern. Die ersten beiden Zündungen brachten das HTV in einen elliptischen Orbit mit einem Apogäum von 335 km und einem Perigäum von 143 km. Die letzte, 400 Sekunden lange Zündung um 21:01 UTC bremste das HTV um 89 m/s ab, anschließend wurde mit Hilfe der Manövrierdüsen das HTV gedreht, so dass seine Längsseite zur Flugrichtung schaute. Nach dem Deaktivieren des Antriebssystems trat das HTV in einer Höhe von 120 km über Neuseeland in die Erdatmosphäre ein. Die letzten Telemetriedaten wurden aus 116 km Höhe empfangen. Damit endete die Mission erfolgreich nach 52 Tagen.
Nach der erfolgreichen Mission führte die JAXA im Sommer 2010 eine Kampagne durch, dem HTV einen Namen zu geben, im Rahmen derer der Name „Kounotori“ (jap.: こうのとり) gewählt wurde, was so viel wie „Weißer Storch“ bedeutet. Der Name gilt für die gesamte Baureihe, nicht nur für HTV-1.

### HTV-2 „Kounotori 2“

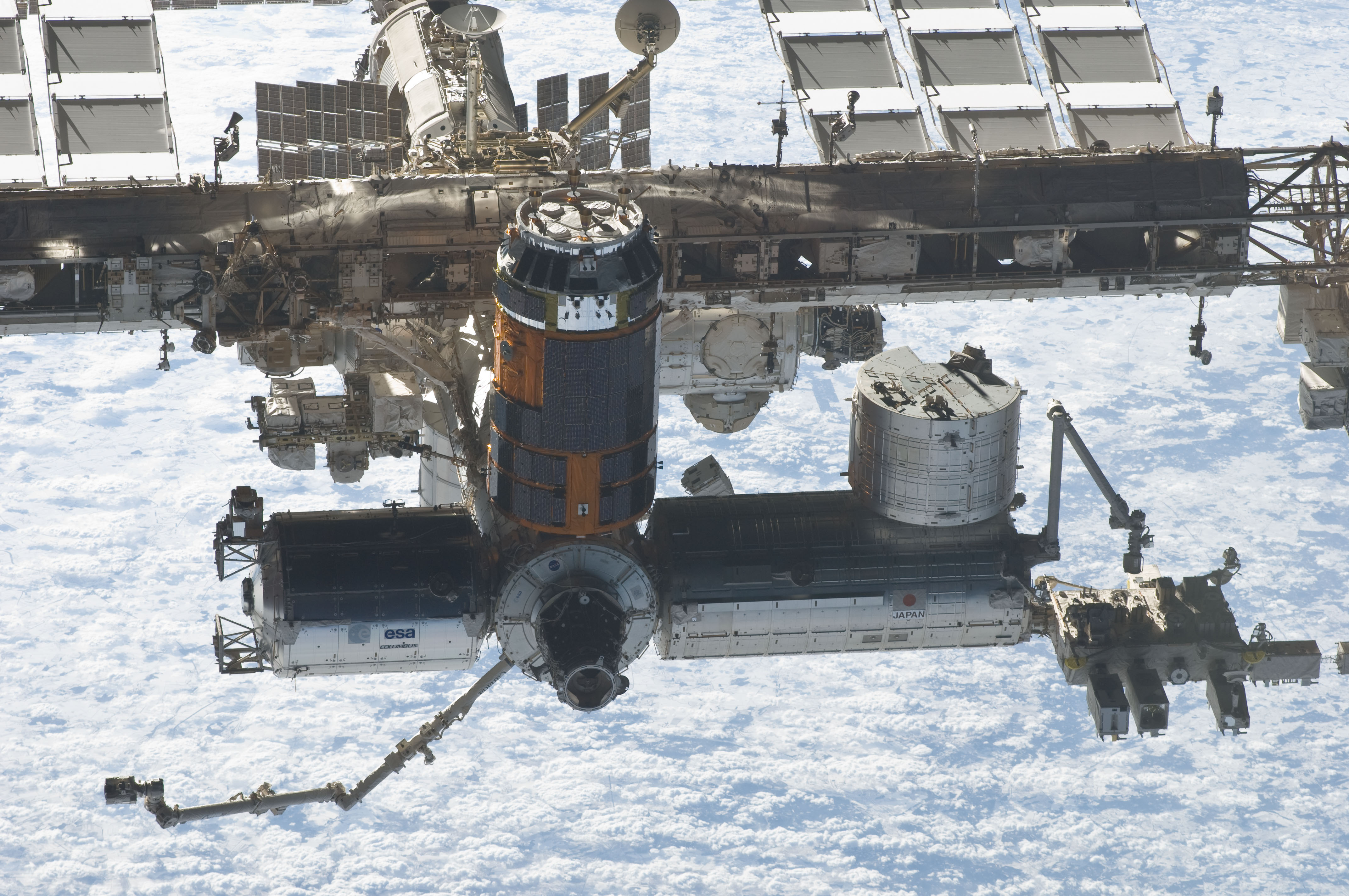
Kounotori 2 auf dem Zenit-Port von Harmony, aufgenommen von der Crew der Discovery während der STS-133 Mission.

Das HTV-2 war das erste Serienmodell, das zur ISS flog. Auf Grundlage der aus dem ersten HTV-Flug gewonnenen Erfahrungen wurden einige Modifikationen vorgenommen. Neben einer modifizierten Flugsoftware (Rendezvous Flight Software, RVFS), einer geänderten Navigationssoftware des GPS wurde auch das zweite (redundante) Kommunikationssystem auf eine japanische Entwicklung umgestellt (Proximity Link System String B). Die vier Leuchtmodule der Innenraumbeleuchtung wurden von der Seitenwand an die Vorderwand neben der Tür verlegt. Dadurch konnte wertvoller Stauraum gewonnen werden. Zwei der vier Leuchtmodule waren dabei neue japanische Entwicklungen auf LED-Basis (Permanent Solid-state Lightning, PSL). Sie verbrauchen weniger Energie (zusammen 29 W) und produzieren auch weniger Abwärme als die bisherigen Leuchten (General Luminaire Assembly, GLA). Da dieser Flug keine weiteren Demonstrationen umfasste, konnte auf einen Teil der verbauten Batterien und Treibstoff verzichtet werden, was zur Erhöhung der Frachtkapazität genutzt wurde.
Das HTV-2 traf, in seine Einzelmodule zerlegt, am 23. bzw. 29. Juli 2010 am Weltraumbahnhof in Tanegashima ein. Der Frachter erhielt den Namen Kounotori 2 und transportierte folgende Nutzlasten zur ISS:
Im unter Druck stehenden Frachtbereich (4000 kg):
- Kobairo Rack (723 kg) mit dem Gradient Heating Furnace (GHF) für das JPM-Modul von Kibo
- zwei MPS-Racks (580 kg) wurden in das Modul Kibo JPM gebracht
- HTV Resupply Packs für acht Frachtregale
- vier Beutel (CWC-I Bags) mit iodhaltigem Wasser (Trinkwasser)
- REBR Reentry Breakup Recorder (8 kg, Aerospace Corporation),
- weitere Versorgungsgüter, Verbrauchsmaterialien und Experimentiernachschub

Im nicht unter Druck stehenden Frachtbereich (1300 kg):
- zwei ORU-Frachtcontainer

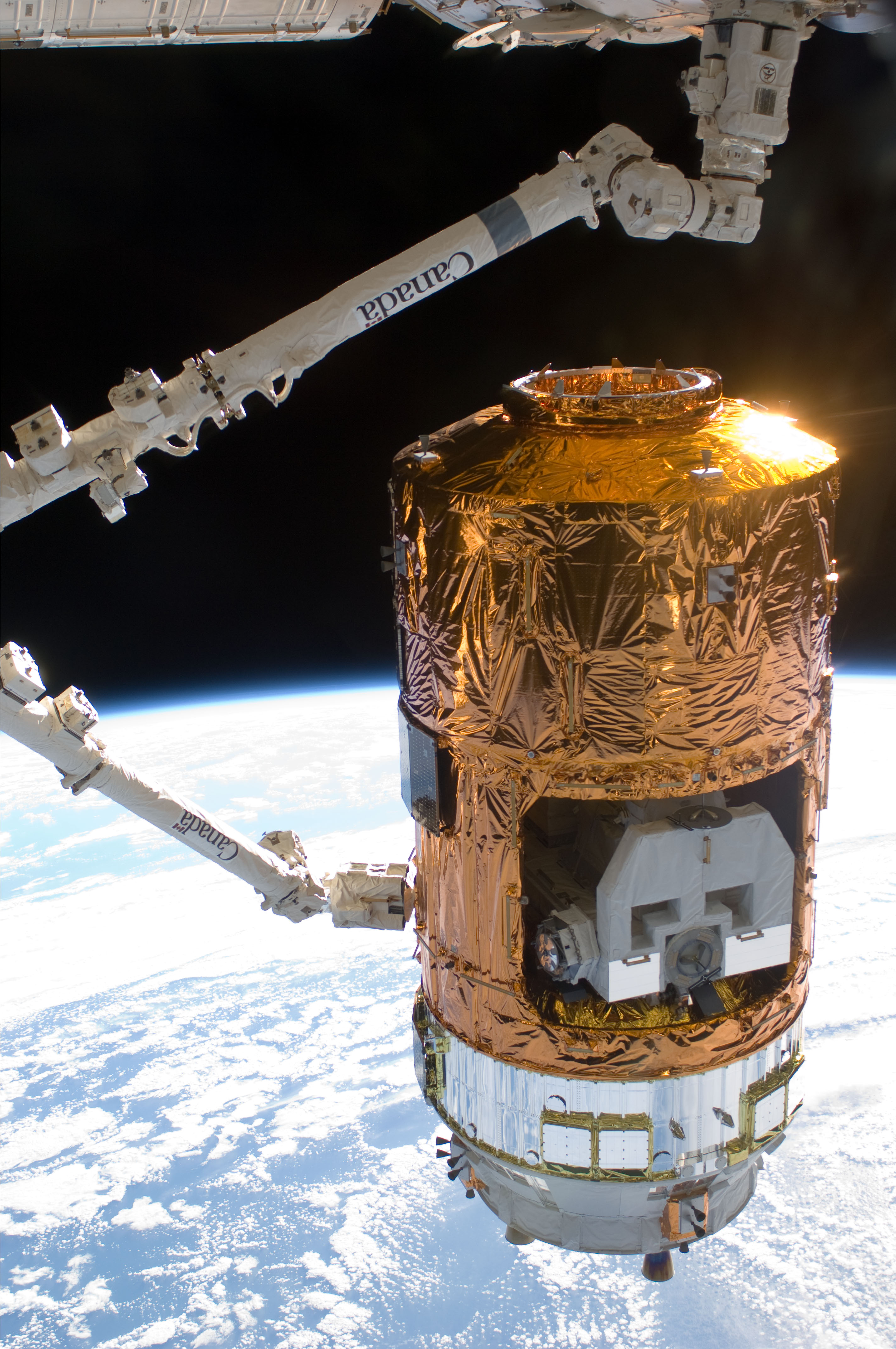
Das eingefangene HTV-2 Kounotori 2 kurz vor dem Andocken

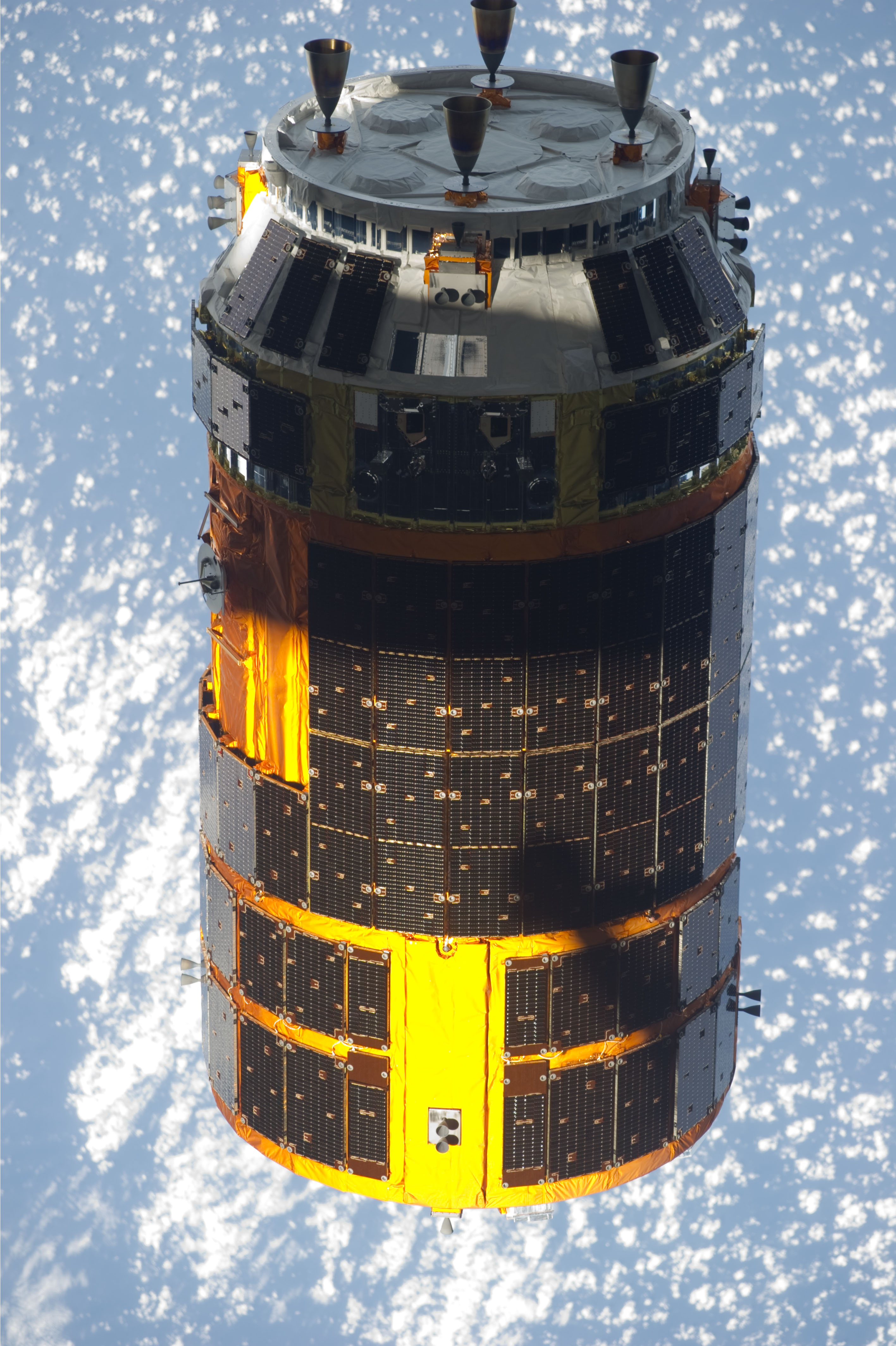
Das HTV-2 verlässt die Station.

- FHRC (Flex Hose Rotary Coupler), mit Hilfe des Roboterarms Dextre aus der Exposed Pallet entnommen, zum ELC-4 gebracht und dort verstaut.
- CTC-4 (Cargo Transportation Container 4), ebenfalls mit Hilfe des Roboterarms zum ELC-4 gebracht und dort verstaut.

HTV-2 sollte ursprünglich am 20. Januar 2011 starten. Nach zweitägiger Verzögerung auf Grund schlechten Wetters startete Kountori 2 schließlich am 22. Januar 2011 um 14:37:57 japanischer Zeit vom Startkomplex 2 in Tanegashima. Der Raumtransporter wurde nach einer Flugzeit von 15 Minuten und 13 Sekunden von der Oberstufe der Trägerrakete H2B getrennt. Das Einfangen durch den Canadarm2-Roboterarm der ISS erfolgte am 27. Januar und wurde von der NASA-Astronautin Catherine Coleman und dem ESA-Astronauten Paolo Nespoli durchgeführt. HTV-2 wurde zunächst wie auch HTV-1 am (nach unten zur Erde zeigenden) Nadir-Andockpunkt von Harmony angekoppelt. Am 19. Februar wurde er auf dem (nach oben zeigenden) Zenit-Port umgesetzt, da der Nadir-Port für die Mission STS-133 der Discovery freigemacht werden musste, sonst wäre die Installation des PMM Leonardo am Nadir-Andockport von Unity nicht möglich gewesen. Nach der Mission wurde HTV-2 am 10. März 2011 wieder an den Nadir-Port zurückgesetzt. Das Öffnen der Luke zum druckbeaufschlagten Teil verzögerte sich um vier Tage auf Grund des schweren Erdbebens vom 11. März, bei dem das Tsukuba Space Center geräumt werden musste. Kleinere Schäden, umgeworfene Serverschränke sowie eine Unterbrechung in einem Unterseekabel führten dazu, dass die Kontrolle über das HTV nach Houston übergeben werden musste. Dazu flogen Mitarbeiter der JAXA noch am selben Tag nach Houston, um dort notdürftig das Öffnen der Luke zu leiten. Die Rückgabe der Kontrolle nach Tsukuba fand am 22. März statt. Unter den Abfällen, die das HTV-2 von der Station beförderte, befanden sich auch Teile, Abdeckplatten und Flughardware vom PMM Leonardo, die nicht mehr benötigt wurden, da das Modul an der ISS verbleibt.
Zwei Tage vor dem Abkoppeln wurde ein 4 kg schwerer Re-Entry Breakup Recorder (REBR) im Innenraum angebracht. Dieser zeichnete Daten vom Inneren des Druckkörpers auf wie auch die Belastungen, denen das HTV während des Eintritts in die Erdatmosphäre ausgesetzt war. Der Rekorder wurde beim Zerbrechen des Transporters freigesetzt und war so gebaut, dass er den Wiedereintritt überstehen konnte. Als REBR in der Atmosphäre in etwa 18 km Höhe Unterschallgeschwindigkeit erreichte, übertrug dieser die Daten über das Iridium-Satelliten-Telefon-Netzwerk.
Das Abkoppeln und Aussetzen erfolgte mit einem Tag Verspätung am 28. März 2011 und wurde von Cady Coleman und Paolo Nespoli geleitet. Nach zwei Triebwerkszündungen gelangte Kounotori 2 in eine 280 × 120 km elliptische Umlaufbahn. Die dritte endgültige Zündung erfolgte am 30. März 2011 um 11:44 Uhr (JST) und führte zum kontrollierten Eintritt in die Erdatmosphäre über dem Süd-Pazifik. Damit wurde die Mission nach 67 Tagen erfolgreich beendet. HTV-2 ist als Satellite Catalog Number 37351 bzw. mit der COSPAR-Bezeichnung 2011-003A katalogisiert.

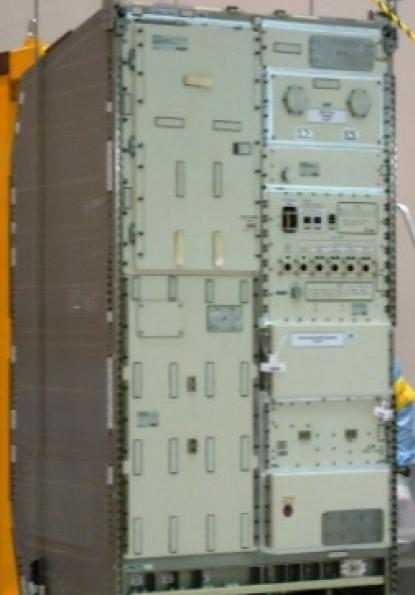
Gradient Heating Furnace
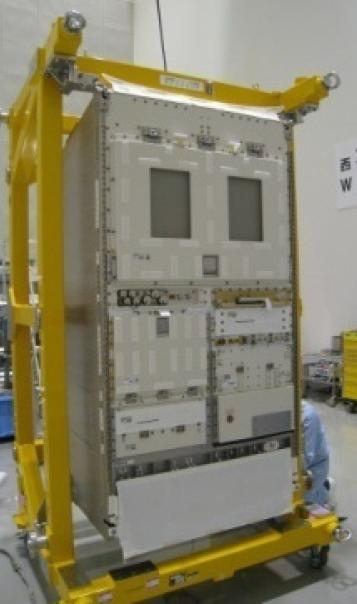
Multi-purpose Small Payload Rack (MPS)
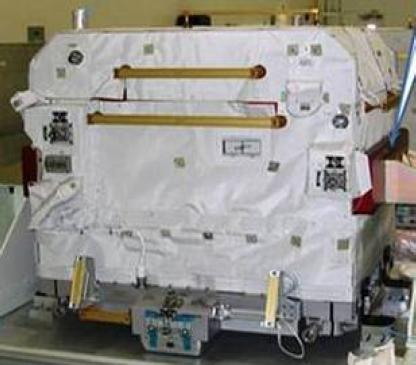
CTC-4 Cargo Transport Container

### HTV-3 „Kounotori 3“

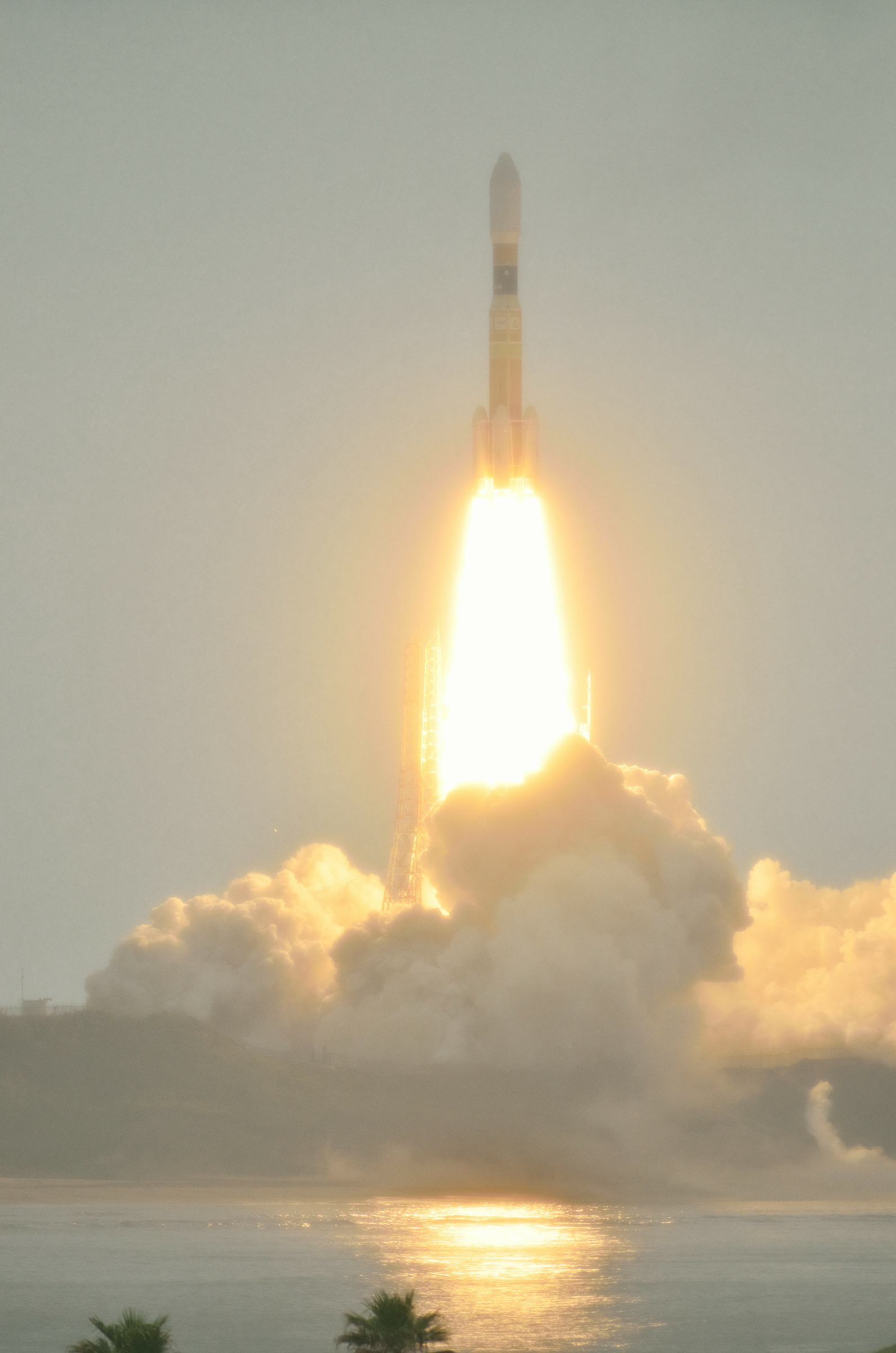
Kounotori 3 beim Start

Das dritte HTV wurde gegenüber seinem Vorgänger weiter verändert. So stammten sowohl die vier Haupttriebwerke als auch die 28 Manövrierdüsen (Attitude Control Thruster) aus japanischer Produktion. Zudem wurden im Avionikbereich der Transponder und der Diplexer durch Neuentwicklungen ersetzt sowie die Software erweitert. Für die nicht unter Druck stehende Außennutzlast wurde eine neue, leichtere Trägerplattform (Exposed Pallet-Multi-Purpose) entwickelt, die es ermöglichte, Nutzlasten aufzunehmen, die nicht den Standardabmessungen der Kibō-EFUs oder ORUs entsprachen.
Dank der gewonnenen Erfahrungen aus den beiden vorhergehenden Kounotori-Missionen war es auch erstmals möglich, einen Teil der Nutzlast erst kurz vor dem Start einzuladen (Late Loading Capability). Dies wird für gewöhnlich für verderbliche oder zeitkritische Güter genutzt und erweitert damit die Palette an möglichen Ladegütern. Dazu wurden spezielle Ladebühnen entwickelt und die zeitliche Abfolge der Beladung optimiert.
Kounotori 3 nahm folgende Nutzlasten mit:
Im unter Druck stehenden Frachtbereich:
- AQuatic Habitat (AQH) zur Installation in Kibo (75 kg)
- Vier Beutel (CWC-I Bags) mit iodhaltigem Wasser (Trinkwasser)
- i-Ball (24 kg), Aufzeichnung des Wiedereintritts, ähnlich dem REBR
- Fünf CubeSats (RAIKO, FITSAT-1, WE WISH, F-1 und TechEdSat 1), die aus der Luftschleuse des Kibo-Moduls über einen Adapter ausgesetzt wurden
- Weitere Versorgungsgüter, Verbrauchsmaterialien und Experimentiernachschub

Für die Außenplattform (Japanese Exposed Facility, JEF) des Kibō-Moduls:
- SCAN Testbed (NASA), Versuchsgerät für Datenkommunikation, 450 kg
- Multi-Mission Consolidated Equipment (MCE, soll vsl. an EFU-8 von Kibo installiert werden) 450 kg

HTV-3 wurde am 21. Juli 2012 vom Weltraumbahnhof Tanegashima aus gestartet. Die H-IIB Rakete hob um 11:06 Uhr (Japanischer Zeit) vom Startkomplex 2 ab und setzte das HTV nach einer Flugzeit von 14 Minuten und 53 Sekunden erfolgreich auf einer 200 × 300 km-Transferbahn zur ISS ab. Nach einer Selbstüberprüfung stabilisierte das HTV seine Fluglage und baute eine Verbindung zum TDRS-Kommunikationssystem der NASA auf, das die Daten an die Bodenstation nach Tsukuba weiterleitete.
Da sich die ISS zum Zeitpunkt des Starts auf einer Flughöhe von 403 km befand, dauerte der Flug zur ISS einen Tag länger als der von Kounotori 2. Das Einfangen durch den Roboterarm der ISS wurde von Joseph Acaba am 27. Juli durchgeführt. Der japanische Astronaut Akihiko Hoshide dockte anschließend das HTV an das amerikanische Modul Harmony an. Im Unterschied zu den beiden vorangegangenen Flügen betrug die geplante Dauer der gesamten Mission nur 37 Tage. HTV-3 wurde am 12. September 2012 wieder freigesetzt, zündete seine Haupttriebwerke und verglühte am 14. September.
HTV-3 ist als Satellite Catalog Number 38706 bzw. mit der COSPAR-Bezeichnung 2012-038A katalogisiert.

### HTV-4 „Kounotori 4“
HTV-4 wurde am 3. August 2013 19:48 UTC vom Weltraumbahnhof Tanegashima mit einer H-IIB-Rakete vom Startkomplex 2 gestartet und koppelte am 9. August an die ISS an. Das Abkoppeln fand am 4. September 2013 statt, am 7. September verglühte „Kounotori 4“ über dem Pazifik.
An Bord waren u. a.
- vier CubeSats (ArduSat X, ArduSat 1, TechEdSat 3p und Pico Dragon), die aus der Luftschleuse des Kibo-Moduls über einen Adapter ausgesetzt wurden.

### HTV-5 „Kounotori 5“
HTV-5 startete am 19. August 2015 um 11:50 UTC.

### HTV-6 „Kounotori 6“
Der Start von HTV-6 war für Oktober 2016 vorgesehen, erfolgte dann aber erst am 9. Dezember 2016. Das Abkoppeln fand am 27. Januar 2017 statt.

### HTV-7 „Kounotori 7“
Der Start von HTV-7 erfolgte am 22. September 2018 (Ortszeit: 23. September), die Kopplung mit der ISS am 27. September. Im Gegensatz zu früheren HTV-Exemplaren benötigte HTV-7 nur noch fünf Batterie-Einheiten. Außerdem war HTV-7 mit einer neuen Rückkehrkapsel HTV Small Re-entry Capsule (HSRC) versehen. Der größte Teil des Raumtransporters verglühte nach der Abkopplung von der ISS in der Atmosphäre. Die HSRC ging jedoch von Fallschirmen gebremst in der Nähe der Ogasawara-Inseln bei Minami-Torishima nieder.
Mit der Kapsel können etwa 20 kg Fracht, beispielsweise Experimente, zur Erde zurückgebracht werden. Zu dieser Zeit war dies sonst nur mit den bemannten Sojus-Raumschiffen oder den Dragon-Frachtern möglich.

### HTV-8 „Kounotori 8“
Der Start von HTV-8 war für den 10. September 2019 geplant, musste jedoch wegen eines Startrampenbrandes um zwei Wochen verschoben werden. Das Feuer war seitlich unterhalb der bereits betankten Rakete ausgebrochen und konnte erst nach mehreren Stunden gelöscht werden. HTV-8 koppelte am 28. September 2019 für einen 34-tägigen Aufenthalt an die ISS an.

### HTV-9 „Kounotori 9“
Das letzte HTV startete am 20. Mai 2020 mit der letzten H-2B-Rakete. Der Transporter war vom 25. Mai bis zum 18. August 2020 an der ISS angekoppelt und verglühte am 20. August in der Erdatmosphäre.

## Mögliche Verwendung durch die NASA
Im Juli 2008 wurde berichtet, dass die NASA mit der japanischen Weltraumagentur JAXA inoffizielle Verhandlungen geführt haben soll, einige HTV zu kaufen. Den Berichten zufolge befürchtete die NASA, dass sie nach der Stilllegung der Shuttle-Flotte nicht mehr in der Lage sein würde, die ISS zu versorgen. Diese Berichte wurden von offizieller Seite dementiert, da die NASA bereits mit SpaceX und der Orbital Sciences Corporation zur zukünftigen Versorgung der Station zusammenarbeitete.
Bill Gerstenmaier, NASA Programmdirektor für bemannte Raumfahrt, kündigte Ende März 2012 an, dass die NASA plane, weitere HTV-Flüge in Auftrag zu geben. Bis dahin war vorgesehen, dass der letzte von sieben Flügen im Jahr 2016 stattfindet. Demnach könnten zwei bis drei weitere Flüge in Auftrag gegeben werden, um die Versorgung der Station bis zum Jahre 2020 sicherzustellen.

## Cygnus erhält HTV-Annäherungssteuerung
Der von dem amerikanischen Raumfahrtunternehmen Orbital Sciences Corporation entwickelte Raumtransporter Cygnus wurde mit dem im HTV benutzten Proximity Link System (PLS) ausgestattet. Dazu wurde am 22. Oktober 2009 ein Vertrag zwischen OCS und Mitsubishi Electric Corporation im Wert von 66 Millionen US-Dollar unterzeichnet. Das Annähern, Einfangen und Andocken mit Hilfe des Canadarm2-Roboterarms erfolgt analog zum HTV.

## HTV-Return
Nachdem im März 2011 bereits die zweite HTV-Mission erfolgreich zu Ende gebracht werden konnte, entschied sich die JAXA dazu, ein neues Forschungsprojekt in Angriff zu nehmen. Inhalt des Projektes war es, das bewährte HTV so umzurüsten, dass eine darin befindliche Kapsel (HTV Return Vehicle, kurz HRV) zur Erde zurückkehren kann. Das umgerüstete HTV trägt den Namen HTV-Return (kurz HTV-R).
Im weiteren Projektverlauf wurden zwei Projektziele definiert:
- Entwicklung eines Verfahrens, das eine sichere und zuverlässige Rückkehr bemannter Raumflüge zur Erde ermöglicht.
- Bau eines Transportmittels für die Rückholung von Proben und Geräten von der ISS zur Erde.

Der zweite Punkt war für die JAXA insofern bedeutend, da 2011 die Ausmusterung der amerikanischen Space-Shuttle-Raumfähren erfolgte. Seit diesem Jahr können Proben und Experimente nur noch mit den russischen Sojus-Raumschiffen oder seit Mai 2012 mit dem privaten amerikanischen Raumschiff Dragon zurückgebracht werden. Die vier bis fünf Sojus-Raumschiffe pro Jahr können aber nur 100 Kilogramm Nutzlast pro Flug zurücktransportieren.
Um die genannten Projektziele zu erreichen, wurden zunächst die folgenden drei Varianten entwickelt:
- In der als Option 0 bezeichneten Planung wäre eine kleine Rückkehrkapsel in den Kopplungsadapter des HTV integriert worden. Diese etwa 50 cm durchmessende Kapsel sollte über einen ablativen Hitzeschild verfügen und im Gegensatz zum restlichen HTV-R die Rückkehr zur Erde überstehen. Im Inneren hätten aber nur kleine Laborproben untergebracht werden können. Kurz nach der Bremszündung sollte die Kapsel aus dem HTV-R ausgestoßen werden und an Fallschirmen hängend weich auf dem Erdboden landen. Dieser Plan wäre relativ schnell und kostengünstig umsetzbar gewesen, da Japan bereits viele Erfahrungen im Bereich Wiedereintrittstechnologien gesammelt hatte (Wiedereintrittsmodule: OREX, AFLEX, HYFLEX, DASH, USERS, die Rückkehrkapsel der Hayabusa-Raumsonde etc.). Nachteilig wären erhöhte Sicherheitsvorkehrungen für die Luke gewesen, durch die die Kapsel ausgestoßen werden sollte, da diese keinesfalls versagen oder undicht hätte werden dürfen, während das HTV-R mit der ISS verbunden gewesen wäre. Die Beladungskapazität des HTV-R hätte sich kaum von dem jetzigen HTV unterschieden.

- Eine weitere Planung wird als Option 1 bezeichnet. Hierbei hätte sich eine größere Rückkehrkapsel im nicht druckbeaufschlagten Frachtraum des HTV befunden und die bisherigen Frachtpaletten (Exposed Pallet) ersetzt. Der Zugang zum Kapselinneren wäre über eine weitere Luke erfolgt, die sich an der Rückwand des Innenraums befunden hätte. Die Rückkehrkapsel sollte leer etwa zwei Tonnen schwer sein, 2,6 Meter im Durchmesser und etwa 1,5 Meter hoch. Nach erfolgter Beladung mit zurückzuführender Fracht sollte die Kapsel versiegelt werden, bevor das HTV-R die ISS verlässt. Kurz nach der erfolgten Bremszündung wäre sie seitlich aus dem Frachtraum des HTV ausgestoßen worden. Sie wäre dann durch Fallschirme gebremst wieder zurück zur Erde gelangt. Im Gegensatz zur Option 0 war dabei eine Landung im Meer statt auf Festland geplant. Ein so ausgestattetes HTV hätte 3200 kg Fracht zur ISS befördern und etwa 300 kg wieder zurück zur Erde nehmen können. Auch diese Maßnahme hätten einige Modifikationen am HTV verlangt: Es hätte eine weitere Zugangsluke eingebaut werden, ein Auswurfmechanismus für den Wiedereintritt konstruiert sowie auf Grund der veränderten Schwerpunktlage weitere kleine Modifikationen vorgenommen werden müssen. Nachteilig wäre gewesen, dass keine weiteren Außennutzlasten hätten befördert werden können. Diese Lösung wäre aber ebenfalls relativ einfach umzusetzen gewesen.

- Bei der als Option 2 bezeichneten Planungsstufe sollte der gesamte unter Druck stehende Bereich des HTV durch eine einzige, kegelstumpfförmige Rückkehrkapsel ersetzt werden. Sie hätte demnach einen Durchmesser von etwa vier Metern, eine Höhe von 3,80 Metern und ein Gewicht von etwa sechs Tonnen gehabt. In dieser sollten sich während des Starts etwa 3200 kg Fracht befinden. Im nicht unter Druck stehenden Frachtbereich sollten weitere 1600 kg auf Frachtpaletten mitgenommen werden können, wie das bereits zuvor mit dem HTV möglich war. Die Kapsel sollten etwa 1600 kg Fracht für den Rücktransport zur Erde fassen. Bevor das HTV in die Erdatmosphäre eintritt, sollte die Rückkehrkapsel vom Rest des HTV-R abgetrennt werden. Wie bei Option 1 sollte diese Kapsel weich an Fallschirmen hängend im Meer landen. Der erste Start hätte 2016 erfolgen können. Diese Planung bot den großen Vorteil, dass Japan seinem Ziel, eine bemannte Raumkapsel zu entwickeln, einen großen Schritt näher gekommen wäre.

In einem mehrstufigen Abwägungsverfahren wurde zunächst Option 0 ausgeschlossen. Grund für den Ausschluss von Option 0 war insbesondere die geringe Transportkapazität (es hätten zwar Proben und Geräte transportiert werden können, nicht jedoch Astronauten). Bei der Gegenüberstellung von Option 1 und Option 2 fiel 2011 die Entscheidung auf die Option 2, da die zuvor definierten Projektziele mit dieser Variante am besten erreicht werden können.
Nach dieser Entscheidung folgten weitere Untersuchungen und Entwicklungsstudien. Am 22. Oktober 2015 wurde in Japan ein Falltest aus einer Höhe von 2 Kilometern mit einer kleinen Rückkehrkapsel unternommen. 2016 war noch nicht genau bekannt, wann der Erstflug eines HTV-R durchgeführt wird.